# Syobon Action
Syobon Action, aussi appelé Cat Mario ou Neko Mario ou Japanese mario kitten, est un jeu vidéo parodique, basé sur la série des Super Mario. Le jeu utilise les réflexes acquis par les joueurs habitués à jouer à ce type de jeu pour leur tendre des pièges mortels.

## Système de jeu
Le joueur contrôle Shobon, un chaton blanc à la recherche d'un melon yubari ou, dans la version 3D, sa famille. Il devra évoluer dans quatre niveaux compliqués. Il y a 6 touches (le jeu peut aussi être joué à la manette, même si ce n'est pas pratique) : "Entrée" pour commencer le jeu, "haut" pour sauter, "gauche-droite" pour se déplacer et "Espace" pour accélérer le jeu.
- Le premier niveau est à l'air libre, ressemblant fortement au premier niveau d'un Mario Bros. Pour le finir, il faut éviter les quatre kaomojis joyeux puis le laser jaune. Une fois ces pièges évités, il faut sauter par-dessus le drapeau, de sorte qu'un Aramaki Sukaruchinofu tombe, puis sauter sur la grande ligne.
- Le deuxième niveau est un peu spécial. Le joueur sort du château et doit contrôler le chat pour qu'il puisse aller dans le second niveau. Il faut faire attention à activer le bloc donnant un champignon empoisonné et à passer le tuyau horizontal, sans oublier les fantômes et les pedobears qui sortent du tuyau. Pour finir le niveau souterrain (à la manière du deuxième niveau de Mario Bros), il faudra rebondir sur le faux drapeau avant de sauter sur le véritable.
- Le troisième niveau est à l'air libre, le joueur se retrouve avec une boule avec un point d'interrogation. Quand on la prend, des étoiles tomberont du ciel et une brique descend. Après, on doit se poser sur les deux premières plateformes jaunes mais pas sur la verte. Ensuite, on se retrouve avec un kaomoji à épines qui va sauter avec nous et il doit tomber pour qu'on traverse la première plateforme mais pas la deuxième. Pour finir, on doit prendre une carapace pour aspirer un robot kaomoji qui va jeter le drapeau.
- Le quatrième et dernier niveau est très spécial, il y a des têtes de chats en guise de Thwomp qui tombe sur vous et alors prenez garde, pour finir le niveau proche du pont similaire a celui de Bowser, il faut le robot kaomoji touche le tremplin et sauter sur le robot pour aller au-dessus du plafond et continuer tout droit pour retrouver le melon.

## Liens
- (ja) Page « officielle » du jeu